# Supraoccipital
El supraoccipital és un os del crani que es troba a la part dorsal del forat magne. En els adults forma part de l'occipital, però en els infants és un os distint. Té una sèrie d'ossicles accessoris que compleixen diverses funcions, especialment en els infants.
En animals altres que els humans, la distinció entre supraoccipital i occipital pot ser més clara.